# Ritchie Kotschau
Ritchie Kotschau est un footballeur américain à la retraite né le 22 novembre 1975 à Levittown, New York (États-Unis).

## Carrière
- 1998-1999 :  Chicago Fire
- 1999-2001 :  Tampa Bay Mutiny
- 2001-2005 :  Colorado Rapids
- 2006 :  Columbus Crew
- 2007-2008 :  Real Salt Lake